# Cecilia Blondet
Cecilia Blondet Montero (Lima, 7 de julio de 1951) es una historiadora peruana. Fue Ministra de Promoción de la Mujer y del Desarrollo Humano durante el gobierno de Alejandro Toledo. 

## Biografía
Hija de Carlos Blondet Goicochea y Marta Montero Muelle; estudió en el Colegio Sagrado Corazón Sophianum de la ciudad de Lima.
Estudió Literatura y Humanidades en la Pontificia Universidad Católica del Perú, en donde se especializó en Historia. Del mismo modo, cuenta con estudios en la Universidad de Wisconsin-Madison y en la Universidad Femenina del Sagrado Corazón.
Fue consultora de la Agencia de los Estados Unidos para el Desarrollo Internacional (USAID), de Telefónica del Perú y Hoschild Mining en temas de descentralización y desarrollo de comunidades.
Ha sido Directora Ejecutiva de la ONG Proética (2006-2015) así como directora general del Instituto de Estudios Peruanos (1995-2000), miembro de la Comisión Iniciativa Nacional Anticorrupción y Presidenta del Tribunal de Ética del Consejo de la Prensa Peruana.
Es miembro del Consejo Directivo de la Asociación Civil Transparencia y del Instituto de Estudios Peruanos.
Se casó con el también ex Ministro de cultura, Luis Peirano, con quien tuvo dos hijos: Camilo y Marcelo.

## Actividad política
El 21 de enero de 2002, Blondet juramentó como Ministra de Promoción de la Mujer y del Desarrollo Humano en el gobierno de Alejandro Toledo. Permaneció en el cargo hasta julio del mismo año.
En julio de 2016 presidió la Comisión de Transferencia en el Ministerio de la Mujer y Poblaciones Vulnerables, luego de la elección de un nuevo gobierno, el de Pedro Pablo Kuczynski. Se le mencionó también entre las probables candidatas para hacerse cargo de dicho ministerio, pero finalmente fue designada Ana María Romero-Lozada, que fuera también ministra de dicho sector en el gobierno de Toledo.

## Publicaciones
Es autora de varios libros sobre política social y la participación política de la mujer.
- Cucharas en alto: del asistencialismo al desarrollo local: fortaleciendo la participación de las mujeres (2004)
- El encanto del dictador. Mujeres y política en la década de Fujimori (2002)
- Lecciones de la participación política de las mujeres (2001)
- Las mujeres y la política en la década de Fujimori (1999)
- Percepción ciudadana sobre la participación política de la mujer. El poder político (1999)
- La emergencia de las mujeres en el poder. ¿Hay cambios? (1998)
- Hoy: menú popular. Comedores en Lima (1995)
- La situación de la mujer en el Perú 1980 - 1994 (1995)
- Mujeres Latinoamericanas en cifras (1994)
- Democracia, Paz y Desarrollo en el ámbito local urbano (1993)
- Las mujeres y el poder. Una historia de Villa El Salvador (1991)
- Mujer y Sociedad. Perspectivas metodológicas (1987)